# 5. (krajinska) divizija (NOVJ)
5. (krajinska) divizija je bila partizanska divizija, ki je delovala v sklopu NOV in POJ v Jugoslaviji med drugo svetovno vojno.
Ustanovljena je bila 9. novembra 1942.

## Zgodovina
Divizija je bila ustanovljena 9. novembra 1942 na ukaz Tita; ob ustanovitvi je imela 2.667 borcev.

## Poveljstvo
Poveljniki
- Slavko Rodić
- Milutin Morača

Politični komisarji
- Ilija Došen

## Sestava
November 1942
- 1. krajiška udarna brigada
- 4. krajiška udarna brigada
- 7. krajiška brigada